# Похвистнево
Похвистнево (на руски: Похвистнево) е град в Самарска област, Русия. Населението му към 1 януари 2018 година е 28 177 души.